# 三星Galaxy Tab 2 10.1

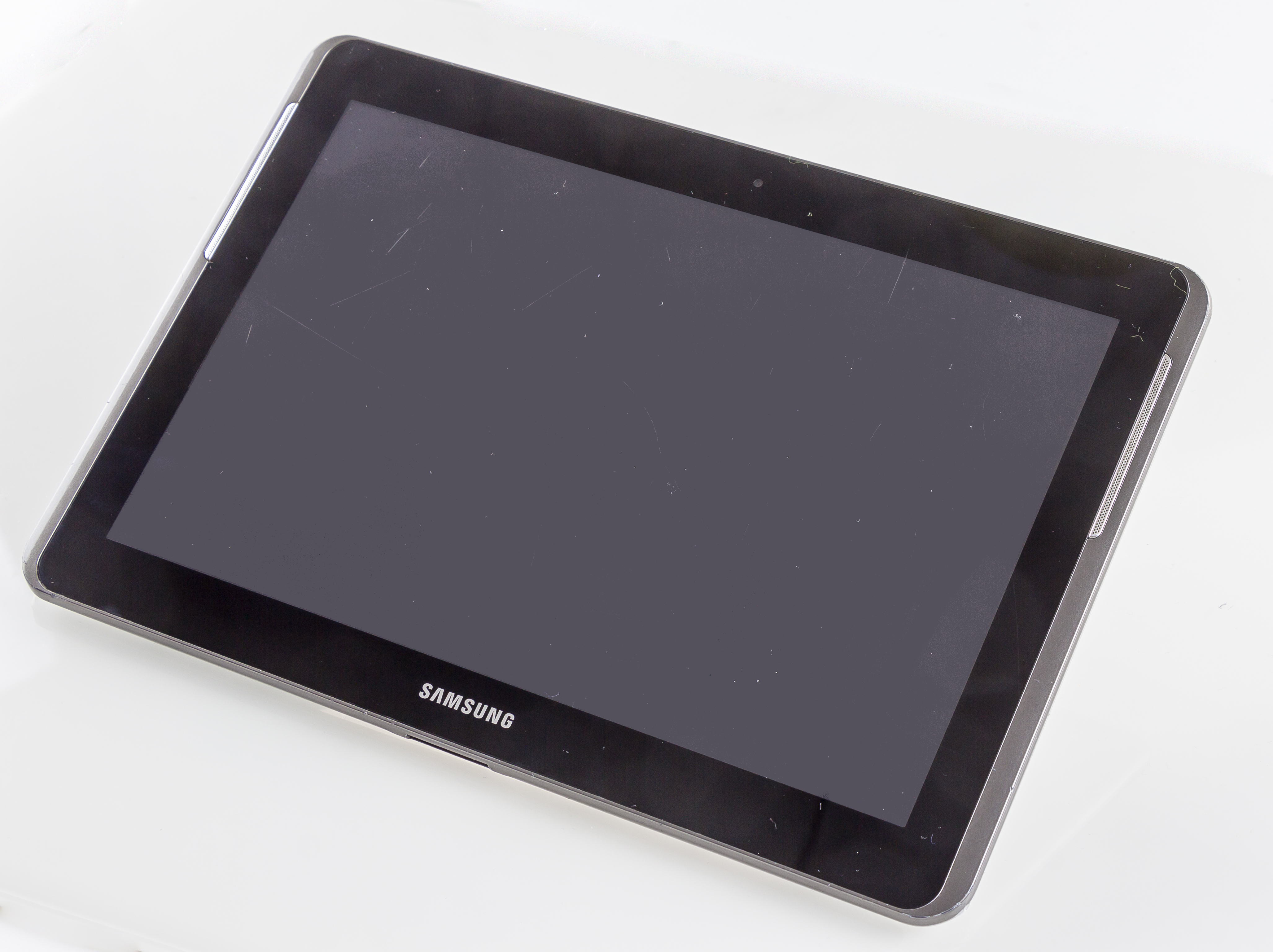
三星 Galaxy Tab 2 10.1正面外观

三星 Galaxy Tab 2 10.1 是一款基於 Android 的 10.1 英寸平板電腦，由三星電子生產和銷售。 [6] 它屬於三星 Galaxy Tab 系列的第二代，其中還包括一款 7 英寸機型，即 Galaxy Tab 2 7.0。 它於 2012 年 2 月 25 日宣布，並於 2012 年 5 月 13 日在美國推出。 [7] 它是三星 Galaxy Tab 10.1 的繼任者。